# Pardoși, Buzău
Pardoși este satul de reședință al comunei cu același nume din județul Buzău, Muntenia, România. Se află în nordul județului, în apropiere de Râmnicu Sărat.